# Манія (міфологія)
Ма́нія (грец. mania — божевілля, нестяма) — уособлення божевілля; мати ларів; страховисько, яким лякали дітей.